# Leopold Jakubowski
Leopold Jakubowski (ur. 1819, zm. 1873) – polski prawnik, ekonomista.
Studiował za granicą m.in. w Petersburgu, Heidelbergu i Paryżu. Wykładał ekonomię polityczną w Petersburgu. Zajmował się teoretycznymi zagadnieniami prawa i prawoznawstwa.
Napisał książki: Pierworys prawa, czyli encyklopedia prawoznawstwa (Petersburg 1860) oraz Zasady gospodarstwa społecznego (Żytomierz 1860). 